# Pistola veloce
Pistola veloce (The Quick Gun) è un film del 1964 diretto da Sidney Salkow.
È un film western statunitense con Audie Murphy, Merry Anders, James Best e Ted de Corsia.

## Trama
Vecchio West. L'ex fuorilegge Clint Cooper torna nella sua città natale dal Montana dopo una lunga assenza per rivendicare il ranch di suo padre e riprendere in mano l'attività di cowboy. Lungo la strada si imbatte nei componenti della sua vecchia banda, guidata da Spangler, che ha intenzione di compiere una rapina in città. Arrivato in città, Clint cerca di avvertire i cittadini della rapina imminente ed accetta di aiutare lo sceriffo Scotty Grant, un suo vecchio amico, a difendere la comunità contro la banda. Clint inizia anche una relazione con la sua ex ragazza, Helen.

## Produzione
Il film, diretto da Sidney Salkow su una sceneggiatura di Robert E. Kent con il soggetto di Steve Fisher, fu prodotto da Grant Whytock per la Columbia Pictures Corporation e la Admiral Pictures e girato nel Bell Ranch a Santa Susana e nel Columbia/Warner Bros. Ranch a Burbank, in California.

## Distribuzione
Il film fu distribuito con il titolo The Quick Gun negli Stati Uniti nell'aprile del 1964 al cinema dalla Columbia Pictures.
Alcune delle uscite internazionali sono state:
- in Australia il 10 aprile 1964
- in Austria nel giugno del 1964 (In Montana ist die Hölle los)
- in Germania Ovest il 24 luglio 1964 (In Montana ist die Hölle los)
- in Finlandia il 14 agosto 1964 (Nopein ase)
- in Danimarca il 28 agosto 1964
- in Svezia il 7 settembre 1964 (Snabbskytten från Shelby City)
- in Turchia nel marzo del 1966 (Korkunç soygun)
- in Francia (Feu sans sommation)
- in Spagna (La revancha de Clint Cooper)
- in Grecia (O keravnos tis Arizonas)
- in Brasile (Pistoleiro Relâmpago)
- in Jugoslavia (U znaku revolvera)
- in Italia (Pistola veloce)

## Promozione
La tagline è: "Here Is All The Raw Rampaging Fury Of The West!".

## Critica
Secondo Leonard Maltin il film è un "convenzionale western".